# Поручик-Чунчево
Поручик-Чунчево (болг. Поручик Чунчево) — село в Болгарии. Находится в Добричской области, входит в общину Каварна. Население составляет 58 человек.

## Политическая ситуация
Поручик-Чунчево подчиняется непосредственно общине и не имеет своего кмета.
Кмет (мэр) общины Каварна — Цонко Здравков Цонев (независимый) по результатам выборов в правление общины.